# Maria Ana Carolina de Neuburgo
Maria Ana Carolina de Neuburgo (em alemão:  Maria Anna Karoline, 30 de janeiro de 1693 – 12 de setembro de 1751) era uma nobre alemã, filha do Conde Palatino Filipe Guilherme Augusto de Neuburgo e de Ana Maria Francisca de Saxe-Lauemburgo.

## Biografia
Ela era ainda criança quando, em 1693, o seu pai e a sua irmã mais velha, Leopoldina, morreram, no espaço de um mês. A mãe, uma viúva rica, voltou a casar-se em segundas núpcias, contra sua vontade, a 2 de julho de 1697 em Dusseldórfia, com João Gastão de Médici, o filho mais novo do Grão-Duque da Toscana Cosme III de Médici, a quem ela deu a perspectiva de uma considerável herança em terras na Boémia.
Em vez de se instalar na corte do sogro, em Florença, o casal fixou residência na Boémia, nos domínios da mulher, no castelo de Ploskovice, próximo de Reichstadt. Em menos de um ano, João Gastão deixou a sua mulher indo viver em Praga, voltando depois para Florença, nunca tendo o casal voltado a co-habitar.
Em 1723, o sogro de sua mãe morre. João Gastão de Médici, sucede ao pai e a sua mãe tornou-se Grã-Duquesa da Toscana, mesmo sem nunca ter posto os pés nos estados do seu marido.

## Casamento e descendência
Maria Ana Carolina casou com o duque Fernando Maria Inocêncio da Baviera ,em 5 de fevereiro de 1719 em Reichstadt, na Boémia, o sexto filho de Maximiliano II Emanuel, Eleitor da Baviera. Deste casamento nasceram três filhos :
- Maximiliano Francisco José (Maximilian Franz Joseph) (1720-1738);
- Clemente Francisco de Paula (Clemens Franz de Paula) (1722-1770), que casou em 1742 com Maria Ana do Palatinado-Sulzbach (1722-1790);
- Teresa Manuela (Theresia Emanuela) (1723-1743) .

O marido de Maria Ana Carolina morreu em 1738. Ela veio a falecer em 1751, com a idade de 58 anos.